# 東京獣医畜産大学
東京獣医畜産大学（とうきょうじゅういちくさんだいがく、公用語表記: 東京獣医畜産大学）は、東京都世田谷区に本部を置いていた日本の私立大学である。1949年に設置され、1953年に廃止された。
日本大学生物資源科学部の前身の一つである。
この項目では前身である私立獣医学校（しりつじゅういがっこう）、東京獣医学校（とうきょう - ）、東京高等獣医学校（とうきょうこうとう - ）についても述べる。

## 沿革

### 前史
近代化した日本において、獣医学の必要性は産業・軍事をはじめ、多方面にわたって上昇し、これらの要求にこたえ得る人材を育成するための学校が民間でも設立された。それが1881年（明治14年）に設立された私立獣医学校であり、幾度かの学校改変を経て同学校は2つの系統に分化していった（現在の日本獣医生命科学大学と日大生物資源科学部）。また、東京獣医畜産大学の直接的な母体学校は、1907年（明治40年）創立の東京獣医学校とされる。なお、学校設置当時の背景には、日露戦争によって軍馬の改良・供給の課題が大きくなったことや、大陸で牛の伝染病が流行したことが獣医師の需要を高めたことがある。

### 旧制専門学校に昇格
東京獣医学校は中等教育段階で獣医師を養成する教育機関として、卒業生へは獣医師免許を無試験で付与することができたが、関東大震災による渋谷の校地から郊外の荏原郡駒沢村への移転や1925年（大正15年）の獣医師法改正が重なり、学校の運営は深刻な局面を迎えた。同法の改正で、獣医師免許を無試験で付与できる養成教育機関が専門学校以上に限定されることとなったので、東京獣医学校も、教育活動の継続には当然専門学校に昇格することが必要であったが、当時の厳しい財政状況では専門学校の設置が極めて困難であった。しかし、学校関係者同士の接触などの曲折を経て、東京獣医学校は日本大学との関係を構築し、資金助力を得て東京高等獣医学校を設立することができた。また、日大の教員が高等獣医学校の授業も担当するなどの人事交流も副次的に起こった。この時に生まれた日大との関係が、後の大学統合にも大きく関係したのである。

### 新制大学移行と合併
東京高等獣医学校は戦後、学制改革によって新制の東京獣医畜産大学に移行したが、経営状態は長い間苦境に立たされており、かねてから関係の深かった日大との合併を模索する動きが発生した。一方の日本大学も、戦時中に農学部を神奈川県藤沢市に置いていたが、学生がなかなか集まらなかったことから、農学部の東京移転が提案されていた。財政難の解消を望む東京獣医大と、東京移転で農学部の学生募集を安定化させ、同時に獣医学分野を統合して教育・研究体制を強化することを考えた日本大学双方の思惑が一致し、両大学は合併についての合意に到達した。1951年（昭和26年）4月には農学部の一部が藤沢校地より獣医大に移転し、事実上の統合が始まったが、正式な大学統合は、同年11月に文部省からの認可が下るまで待たなければならなかった。そのため、1951年度入学生は日大と獣医大の両方から募集され、学生がどちらに入学したのかわからなくなるといった混乱も多少生じていた。1952年（昭和27年）3月、東京獣医大は教員・学生・同窓会がすべて日大に移される形で、廃止が認可された。

### 年表
- 1907年
  - 5月 - 東京獣医学校、東京府豊多摩郡渋谷村下渋谷に設立。
  - 10月 - 農商務大臣より社団法人認可を受け、卒業者の獣医師免許無試験取得が認められる。
- 1923年 - 関東大震災で被害を受け、荏原郡駒沢村下馬引沢（現・世田谷区駒沢）に移転。
- 1930年3月 - 専門学校令に基づく東京高等獣医学校に昇格。
- 1935年5月 - 従来の東京獣医学校、甲種実業学校の東京畜産工芸学校（入学資格は高等小学校卒業程度、3年制）に改まる[2]。
- 1945年1月 - 東京獣医畜産専門学校に改称。
- 1948年4月 - 東京畜産工芸学校、新制東京畜産工芸高等学校に移行[2]。
- 1949年4月 - 新制の東京獣医畜産大学が発足。東京畜産工芸高校は東京獣医畜産大学付属高等学校に改称[2]。
- 1951年
  - 4月 - 日大との合併が事実上始まる。
  - 8月 - 東京獣医畜産大学付属高校、日本大学鶴ヶ丘高等学校に改称[2]。
  - 11月2日 - 日大との合併が正式に認可される。学校法人東京獣医畜産大学が消滅。
- 1952年3月 - 東京獣医畜産大学の廃止認可。
- 1953年3月 - 旧制東京獣医畜産専門学校、最後の卒業者を送り出して廃止。東京獣医大、日大への統合が完了する。